# Kirk Jones
Kirk Jones (Bristol, 31 ottobre 1964) è un regista e sceneggiatore britannico.
Regista di spot pubblicitari televisivi, esordisce nel 1998 con Svegliati Ned, che scrive e dirige e che gli frutta numerosi premi fra cui il Critic's Choice Award.
Dopo sette anni firma Nanny McPhee - Tata Matilda, film per ragazzi con Emma Thompson.

## Filmografia

### Regista
- Svegliati Ned (Waking Ned) (1998)
- Nanny McPhee - Tata Matilda (Nanny McPhee) (2005)
- Stanno tutti bene - Everybody's Fine (Everybody's Fine) (2009)
- Che cosa aspettarsi quando si aspetta (What to Expect When You're Expecting) (2012)
- Il mio grosso grasso matrimonio greco 2 (My Big Fat Greek Wedding 2) (2016)

### Sceneggiatore
- Svegliati Ned (Waking Ned) (1998)
- Stanno tutti bene - Everybody's Fine (Everybody's Fine) (2009)